# جستين غابرييل

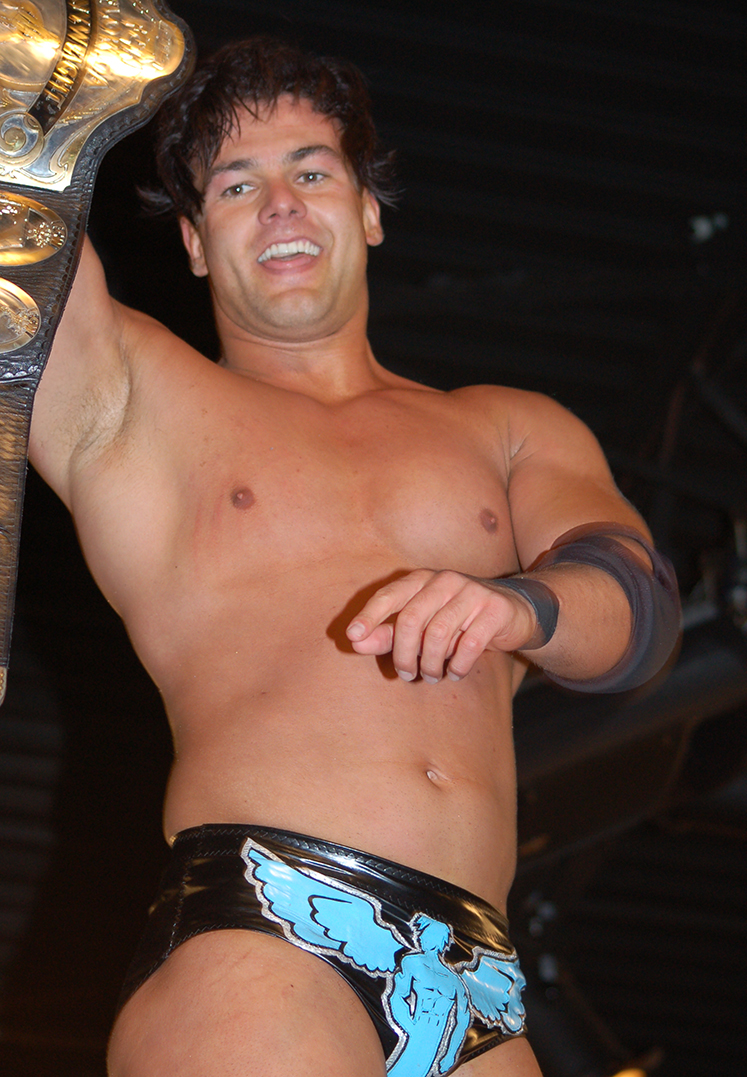
جستين غابرييل

جستين غابرييل (بالإنجليزية: Justin Gabriel) اسمه الحقيقي هو باول لويد (بالإنجليزية: Paul Lloyd) مواليد (3 مارس 1981) هو مصارع جنوب أفريقي محترف وأول ظهور له سنة 1997 ووقع مع دبليو دبليو أي عقد، وبطل فلوريدا للوزن الثقيل سابقاً. الطول 1,85 ,الوزن (98 Kg),المدرب(Alex shane)و (Matt Hardy) عندما كان مبتدأ في عرض NXT ,الضربة القاضية(450 splash), يلعب الآن في عرض سماك داون وهو صاحب حزام الفرق الزوجية مع هيث سلايتر(سابقا)
وهو عضو سابق في فريق نيكسس والان هو عضو في فريق ذا كور مع ويد باريت، هيث سلايتر، ايزيكيل جاكسون.(أعلن جاستين وسلايتر انهما انسحبا من الفريق بعد المباره التي جمعت فريق ذا كور وفريق ايزيكيل جاكسون بسبب هروب ويد باريت وعدم مساعده اصدقائه) أغنية الدخول إلى الحلبة(We Are One)و (End Of our Days).

## روابط خارجية
- جستين غابرييل على موقع IMDb (الإنجليزية)
- جستين غابرييل على موقع قاعدة بيانات الفيلم (الإنجليزية)
- جستين غابرييل على موقع دبليو دبليو إي (الإنجليزية)
- جستين غابرييل على موقع WrestlingData.com (الإنجليزية)
- جستين غابرييل على موقع CageMatch worker (الإنجليزية)
- جستين غابرييل على موقع قاعدة بيانات المصارعة على الإنترنت (الإنجليزية)
- جستين غابرييل على موقع عالم المصارعة على الإنترنت (الإنجليزية)